# Henri François Berton
Henri François Berton (3. května 1784 Paříž – 19. července 1832 tamtéž) byl francouzský hudební skladatel.

## Život
Henri François byl třetí z dynastie francouzských skladatelů Bertonů. Jeho dědeček byl Pierre-Montan Berton (1727–1780) a otec Henri-Montan Berton (1767–1744). Přestože jeho opery byly hrány v pařížské Opéra-Comique stejně jako díla jeho předků, nedosáhl jejich proslulosti. Snad také proto, že zemřel poměrně mlád na choleru. Otec jej přežil o 12 let.
Jeho poslední opera, Le Château d'Urtuby, byla uvedena až po jeho smrti.

## Opery
- Le Présent de noces (2. 1. 1810 Opéra-Comique)
- Monsieur Desbosquets (6. 3. 1810 Théâtre Feydeau)
- Jeune et vieille (12. 1. 1811 Théâtre Feydeau)
- Ninette à la cour (24. 12. 1811 Opéra-Comique)
- Les Casquets (19. 2. 1821 Théâtre Feydeau )
- Une Heure d'absence (1827 Opéra-Comique)
- Le Château d'Urtuby (14. 1. 1834 Opéra-Comique)